# Dakota Luther
Pour les articles homonymes, voir Luther (homonymie).
Dakota Luther, née le 7 novembre 1999 à Austin, est une nageuse américaine, spécialiste du papillon.
En 2019, elle remporte trois médailles aux universiade d'été de Naples avec deux titres sur 200 m papillon et dans le relais 4×100 m 4 nages.
En 2022, elle remporte notamment le 200 m papillon aux championnats du monde 2022 en petit bassin qui ont lieu à Melbourne.